# Сахнович Лев Аронович
Лев Аронович Сахнович (1932, Луганськ) — український радянський математик

## Біографія
Л. А. Сахнович народився 24 лютого 1932 року в Луганську.
У 1953 році закінчив фізико-математичний факультет Одеського державного педагогічного інституту імені К. Д. Ушинського, а у 1956 році - аспірантуру.
В 1956 - 1957 роках викладав в Ізмаїльському педагогічному інституті.
В 1958 році в Харкові захистив дисертацію "Про приведення несаспряжених операторів до діагонального виду" на здобуття наукового ступеня кандидата фізико-математичних наук, В 1960 році  захистив дисертацію "Спектральний аналіз несамоспряжених цілком неперервних операторів з єдиною точкою спектра" і здобув науковий ступінь доктора фізико-математичних наук.
У 1964 - 1999 роках викладав  в Одеському електротехнічному інституті зв'язку імені О. С. Попова,
З 2000 року мешкає і працює у США.

## Наукова діяльність
Зробив значний внесок у розвиток теорії солітонів.
Є автором біля 200 опублікованих праць. Підготува 10 кандидатів наук.

### Праці
- Уравнение гиперболический синус-Гордон// Известия вузов. Математика. - 1991. - № 1. - С. 54 - 63.
- Интегральные уравнения в теории устойчивых процессов// Алгебра и анализ. 1992. - Т. 4, № 4. - С. 225 - 238.
- Спектральные задачи на оси для канонических систем// Український математичний журнал. - 1997. - Т. 49, № 6. - С. 779 - 788.